# Saison cyclonique 2004 dans l'océan Atlantique nord
La saison cyclonique 2004 dans l'océan Atlantique nord commence officiellement le 1er juin 2004 et se finit le 30 novembre 2004. Ces dates conventionnelles délimitent la période durant laquelle il est le plus probable qu'un cyclone tropicale se forme. Dans les faits, elle débuta tardivement avec l'Alex qui se forma le 31 juillet. Elle se termina également tardivement en raison de la formation d'Otto le dernier jour de la période « officielle » et qui se prolongea durant quelques jours au début du mois de décembre. La saison fut particulièrement active. l'une des raisons est le passage de l'AMO en phase positive depuis 1995 qui réchauffe l'Océan Atlantique nord. Des anomalies de pression sur l'Est de l'Atlantique ont forcé les ouragans à avoir une trajectoire très à l'Ouest. Ainsi, il existe un vide où seules Nicole et
Hermine se sont développées. La conséquence fut un nombre important d'ouragans qui frappèrent la Côte Est des États-Unis. La Floride fut particulièrement éprouvée. Jamais autant d'ouragans n'avaient frappé un état depuis la saison cyclonique 1886, où quatre ouragans touchèrent le Texas.

## Prévisions
Les prévisions indiquaient bien une saison au-dessus de la normale, mais aucune d'entre elles ne put anticiper son inhabituelle violence. Le tableau ci-dessous présente les prévisions de différents organismes, la moyenne du nombre des phénomènes et l'activité réelle.

## Bilan
Les ouragans Charley, Frances, Ivan et Jeanne resteront dans l'histoire, et particulièrement Jeanne qui ravagea Haïti et fit près de 3 000 morts. La Floride fut aussi très durement touchée par trois des ouragans majeurs de la saison et subit les assauts de Frances et Jeanne, pratiquement au même endroit, à seulement 3 semaines d'intervalle. Aucune activité ne fut notée durant les deux mois de juin et juillet, ce qui est inhabituel. Le premier phénomène fut nommé le 1er août. La saison est ainsi la cinquième plus tardive depuis 1950. Mais la saison se rattrape alors. Durant le mois d'août, 8 cyclones tropicaux furent nommés, passant devant août 1933 et août 1995, mois durant lesquels 7 cyclones avaient été nommés.
Ivan fut l'ouragan le plus intense de la saison cyclonique et le neuvième ouragan le plus intense, avec une pression minimale de 910 hectopascals, depuis 1950. L'activité cyclonique fut limitée durant le mois d'octobre. Alors qu'on pensait la saison terminée, Otto se formera le 29 novembre. C'est une date tardive, mais non exceptionnelle. Il se dissipera le 3 décembre.

## Noms des tempêtes
La liste des noms utilisée pour nommer les tempêtes et les ouragans pour 2004 était la même que celle de 1998 à l'exception de Gaston et Matthew, remplaçant Georges et Mitch. À la suite des dégâts importants qu'ils ont causés et selon la tradition, les noms Charley, Frances, Ivan et Jeanne ont été retirés et seront remplacés en 2010 par Colin, Fiona, Igor et Julia. Gaston, Matthew et Otto sont utilisés pour la première fois lors de cette année 2004. Ceux en gris n'ont pas été utilisés.
| 3  | Alex     |
| TT | Bonnie   |
| 4  | Charley* |
| 2  | Danielle |

| TT | Earl     |
| 4  | Frances* |
| 1  | Gaston   |
| TT | Hermine  |

| 5  | Ivan*   |
| DT | Dix     |
| 3  | Jeanne* |
| 4  | Karl    |

| 1  | Lisa    |
| TT | Matthew |
| TT | Nicole  |
| TT | Otto    |

| Inc. | Paula   |
| Inc. | Richard |
| Inc. | Shary   |
| Inc. | Tomas   |

| Inc. | Virginie |
| Inc. | Walter   |

| 3  | Alex     |
| TT | Bonnie   |
| 4  | Charley* |
| 2  | Danielle |

| TT | Earl     |
| 4  | Frances* |
| 1  | Gaston   |
| TT | Hermine  |

| 5  | Ivan*   |
| DT | Dix     |
| 3  | Jeanne* |
| 4  | Karl    |

| 1  | Lisa    |
| TT | Matthew |
| TT | Nicole  |
| TT | Otto    |

| Inc. | Paula   |
| Inc. | Richard |
| Inc. | Shary   |
| Inc. | Tomas   |

| Inc. | Virginie |
| Inc. | Walter   |

* Ces noms ont été retirés de la liste de l'Organisation météorologique mondiale.

## Cyclones tropicaux

### Ouragan Alex
Tard au mois de juillet, une onde tropicale se développe près des Bahamas. Tard dans la journée du 31 juillet, le système se développe en dépression tropicale Une alors qu'il se trouve à 200 miles à l'Est de Jacksonville (Floride). Initialement faiblement organisée, la dépression se renforce en tempête tropicale Alex tard dans la journée du 1er août.

### Ouragan Charley
Charley fut le plus violent ouragan à frapper les États-Unis depuis Andrew, en 1992. Mais la saison cyclonique 2005 verra des ouragans encore plus violents toucher les États-Unis. Il est né d'une onde tropicale apparue le 4 août au large de l'Afrique. Cette onde traverse l'Atlantique d'est en ouest en s'organisant progressivement. Le 9 août, elle est promue dépression tropicale à 80 km au sud-est de l'île de la Grenade. Le 10 août, elle devient la tempête tropicale.
Charley se renforce régulièrement et devient un ouragan le 11 août à une centaine de kilomètres au sud-ouest de la Jamaïque. Sa trajectoire l'emmène sur la côte Sud de Cuba, l'œil touchant terre le 13 août vers 4h00 UTC à la catégorie 3. Il passe ensuite au-dessus des îles Dry Tortugas et est rétrogradé en catégorie 2 et s'oriente alors vers le nord-nord-est, en direction de la Floride. Le 13 août vers 17h00 UTC, Charley devient un ouragan de catégorie 4 dans l'échelle de Saffir-Simpson et le même jour à 19h45 UTC frappe au sud de la Floride avant de retourner dans l'océan Atlantique le 14 août vers 3h30 UTC. L'œil touche de nouveau terre, pour la dernière fois, le 14 août à 16h00 UTC à la frontière entre la Caroline du Nord et la Caroline du Sud. L'ouragan est alors rétrogradé en tempête tropicale, puis retourne sur l'océan Atlantique le 15 à 0h00 UTC. Il longe la côte et se dissipe le 15 août à 12h00 UTC au large du Massachusetts.

### Ouragan Frances
Frances s'est formé dans l'Atlantique nord d'un onde d'est sortant de la côte africaine. Cet ouragan capverdien a traversé l'océan et longé la côte au nord-est des Grandes Antilles avant de frapper la Floride. Une fois dans les terres, sa trajectoire s'est recourbée vers le nord-est et il est devenu extra-tropical en remontant le Mississippi, passant au sud des Grands Lacs et sortant du continent par le golfe du Saint-Laurent.
Avec un bilan de 49 morts, dont 37 en Floride, et plus de 9 milliards $US en dommages, Frances est devenu un des ouragans majeurs à frapper les États-Unis. Ce pays a obtenu de l’Organisation météorologique mondiale le retrait du nom pour tout usage futur.

### Ouragan Gaston
Gaston, débutant comme une faible dépression subtropicale au large des côtes de la Caroline du Sud, fut le 4e ouragan durant quelques heures. Il a ensuite traversé les Carolines et la Virginie avant de quitter vers le nord-est comme dépression des latitudes moyennes. La tempête a tué neuf personnes, huit d'entre elles directement, et a causé pour 130 millions $US (2004) de dommages. Gaston a produit des pluies torrentielles qui ont inondé Richmond, Virginie. Bien qu'à l'origine désigné seulement comme une tempête tropicale, Gaston fut reclassé comme un ouragan lors d'une analyse subséquente qu'une observation de vents maximums soutenus de 121 km/h (ouragan de catégorie 1) fut découverte.

### Ouragan Ivan
Ivan a provoqué des dégâts catastrophiques à la Grenade sous la forme d'ouragan de catégorie 3 et de lourds dégâts en Jamaïque, ainsi qu'à Grand Cayman, une fois à la catégorie 4. Il a ensuite frappé la pointe ouest de Cuba en tant qu’ouragan de catégorie 5 puis s'est déplacé nord-nord-ouest dans le golfe du Mexique pour frapper Pensacola/Milton en la Floride et l'Alabama à la catégorie 3 supérieure, causant d'importants dégâts. Ivan s'est ensuite tourné vers le Sud-Est des États-Unis en faiblissant mais laissant de fortes accumulations de pluie, avant de virer vers la côte Est pour devenir un cyclone extra-tropical le 18 septembre.
L'ex-Ivan s'est déplacée ensuite vers l'Atlantique subtropical occidental au large de la Floride et s'est régénérée en un cyclone tropical le 22 septembre. Ce dernier a ensuite traversé la Floride, le golfe du Mexique, pour toucher la côte une nouvelle fois en Louisiane et au Texas, causant des dégâts minimes. Ivan est redevenu extra-tropical le 24 septembre, avant de se dissiper le lendemain.
Ivan a causé des dommages estimés à 26,1 milliards $US (équivalent à 
35,3 milliards $US maintenant), dont 20,5 milliards aux États-Unis, et causé 122 décès. À la suite de ces pertes, L'organisation météorologique mondiale a retiré le nom Ivan des listes de nom donnés aux cyclones tropicaux et le remplaça par Igor en 2010.

### Ouragan Jeanne
Jeanne fut parmi les huit ouragans de l'année et le quatrième à toucher les côtes de la Floride. À son maximum, il atteignit la catégorie 3 sur l'échelle de Saffir-Simpson. Jeanne toucha successivement les Îles Vierges, Porto Rico, la République dominicaine, le nord-est des Bahamas et la Floride. Haïti fut le plus durement touché avec plus de 3 000 morts du fait des inondations et des coulées de boue.
Comme le veut la tradition, à la suite des dommages causés, le prénom Jeanne fut retiré de la liste des cyclones et sera remplacé par Julia dans la série de 2010.